# Druillat
Druillat är en kommun i departementet Ain i regionen Auvergne-Rhône-Alpes i östra Frankrike. Kommunen ligger  i kantonen Pont-d'Ain som ligger i arrondissementet Bourg-en-Bresse. Kommunens areal är 20,72 km². År 2022 hade Druillat 1 144 invånare.

## Befolkningsutveckling

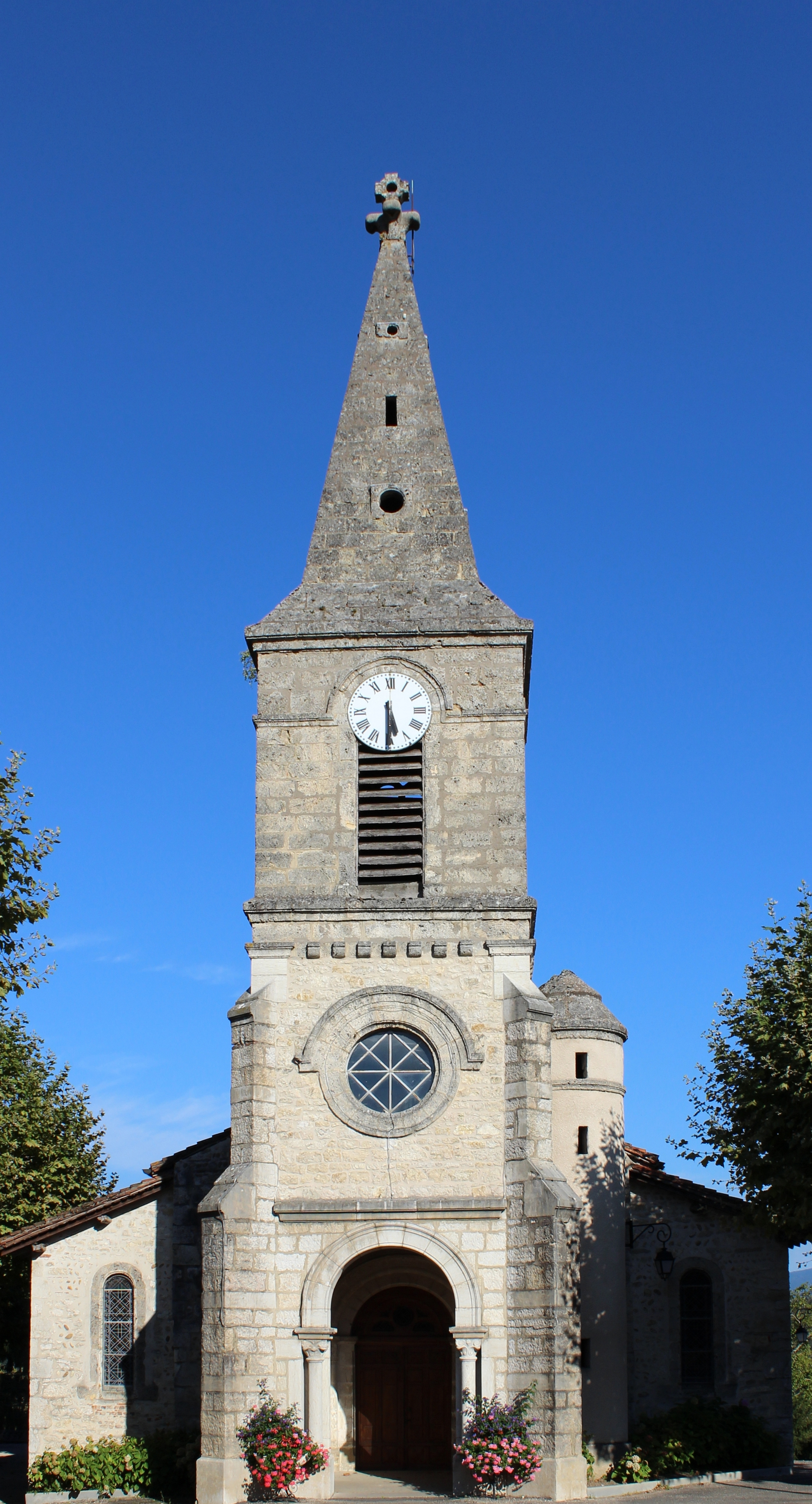

Antalet invånare i kommunen Druillat
Referens: INSEE